# 섬개개비
섬개개비(영어: Pleske's grasshopper warbler, 또는 영어: Styan's Grasshopper Warbler), 학명: Helopsaltes pleskei)는 참새목에 속하는 새의 한 종으로, 몸길이는 약 17cm 내외며, 등판은 회갈색 또는 올리브색을 띤 갈색을 띠고 배는 흰색이다. 분명하지 않은 옅은 갈색의 눈썹선이 있으며 꼬리는 둥글고 끝에 작은 흰 반점이 있다. 다리는 옅은 살구색이다. 알락꼬리쥐발귀(H. ochotensis)와 생김새가 거의 비슷하다.
섬개개비는 여름철새이나 드물게 발견된다. 먹이는 곤충류, 거미류, 복족류 등을 먹는다.
번식은 여름에 섬이나 해안 주변의 갈대밭, 대나무숲, 관목림 등에서 서식한다. 섬개개비는 5월 중순에서 8월 사이에 3~5개의 알을 낳아 새끼를 기른다. 동백나무, 돈나무 등의 관목 줄기에 밥그릇 모양의 둥지를 짓는다. 높이가 2.7m 내외인 나무에 지상에서 1.7m 정도의 높이에 둥지를 짓는다. 둥지의 지름은 10cm 내외며 깊이는 6cm 정도다. 알은 한 번에 3~5개를 낳고 14일 정도 품는다.
대한민국에서 섬개개비는 현재 멸종위기 야생생물 Ⅱ급으로 지정되어 있다.

## 분포
섬개개비의 번식지는 우리나라를 비롯해 연해주, 일본 남부 등이며, 월동지는 중국 남동부와 베트남이다. 우리나라에서는 가덕도, 칠발도, 홍도, 칠산도, 사수도, 마라도 등 서해안과 남해안의 섬과 울릉도 등 동해안의 일부 섬에서 적은 수가 번식한다. 온대 지역의 번식지에서는 주로 관목 지대에 서식하며, 아열대나 열대인 월동지에서는 건조한 관목 지대와 습지에 산다.
1. ↑  BirdLife International (2017). “Helopsaltes pleskei”. 《IUCN 적색 목록》 (IUCN) 2017: e.T22714674A111074931. doi:10.2305/IUCN.UK.2017-1.RLTS.T22714674A111074931.en. 2021년 11월 12일에 확인함.
2. ↑  국립생물자원관. “섬개개비”. 《한반도의 생물다양성》. 대한민국 환경부.